# NGC 6052
NGC 6052是一對正在碰撞中的星系，在天球上位於武仙座，距離地球約4億光年 。該星系由威廉·赫歇爾發現余1784年6月11日。NGC天體表的編輯者約翰·路易·埃米爾·德雷耳形容該天體是「微弱、相當大、不規則圓形」 。
NGC 6052的兩個成員星系分別被編號為NGC 6052A和NGC 6052B。而這兩個星系被彼此的重力相互吸引、碰撞等交互作用。NGC 6052已經到達星系合併的的晚期階段，兩個成員星系已經無法明確分辨。
NGC 6052內曾經發現無線電波相當強烈的超新星SN 1982aa。

## 圖集

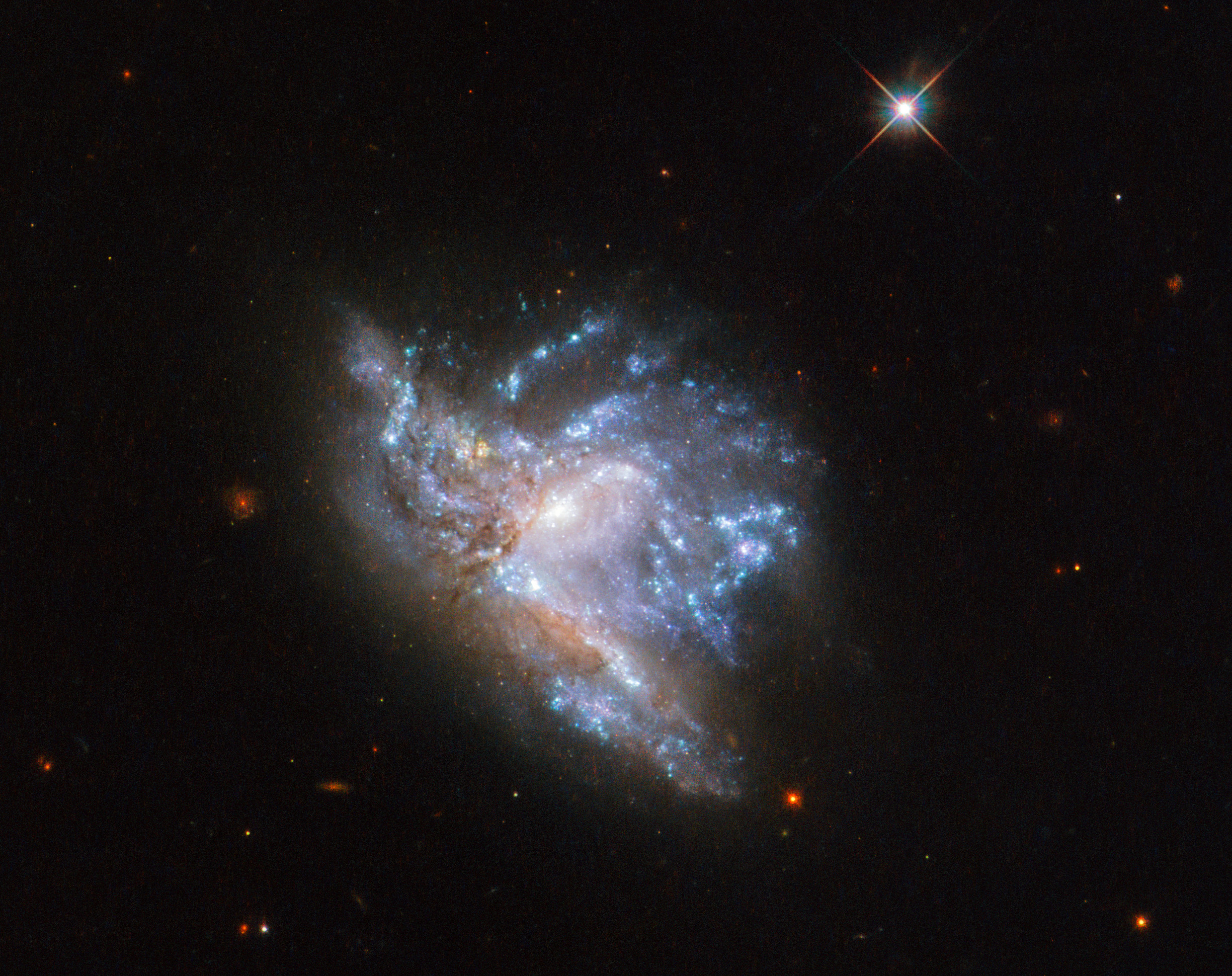
哈伯太空望遠鏡第二代廣域和行星照相機拍攝NGC 6052影像[7]。